# Protaetia labarosae
Protaetia labarosae är en skalbaggsart som beskrevs av Arnaud 2000. Protaetia labarosae ingår i släktet Protaetia och familjen Cetoniidae. Inga underarter finns listade i Catalogue of Life.